# Alfred Mendes
Alfred Mendes foi filho de Francisco Mendes, o qual foi obrigado a fugir da Madeira no tempo das perseguições a Robert Kalley. Foi o bisavô do realizador de cinema Sam Mendes. Viveu em Trinidad e Tobago, onde foi um importante membro da comunidade calvinista (presbiteriana) portuguesa. Foi um dos fundadores do Portuguese Club local e foi o seu primeiro presidente. Foi vice-cônsul de Portugal em Trinidade e Tobago entre 1931 e 1948.
Em 1897 foi pai de Alfred Hubert Mendes.